# Yoshinori Shimizu
Pour les articles homonymes, voir Shimizu.
Yoshinori Shimizu (清水義範, Shimizu Yoshinori), né le 28 octobre 1947 à Nagoya, est un romancier japonais.

## Biographie
Né à Nagoya, il publie depuis 1977, particulièrement de la science-fiction pour les jeunes adultes.